# Claudio Terni
Claudio Terni, pseudonimo di Claudio Scimmi (Terni, 10 giugno 1927 – Terni, 10 luglio 2011), è stato un cantante italiano.

## Biografia
Dopo aver da bambino cantato nel coro della Basilica di San Valentino, nella sua città, studiò canto per alcuni anni dal Maestro Donnini; nel dopoguerra ottenne un contratto discografico con la CGD, l'etichetta di Teddy Reno (rendendo omaggio alla sua città con lo pseudonimo adottato) per cui incise moltissimi 78 giri lanciando canzoni come Acquaiolo, Malafonte, Chiudi gli occhi Rosita, Appassionato tango e incidendo sue versioni di evergreen come Parlami d'amore Mariù, Violino tzigano, Portami tante rose.
Negli anni '50 effettuò numerose tournée all'estero, in particolare in Sudamerica, in Australia e in Medio Oriente.
Partecipò al Festival di Napoli 1958 con tre canzoni:  Torna a vucà', scritta da Roberto Murolo, in abbinamento con Nunzio Gallo, classificandosi al settimo posto, Chiove a zeffunno di Enzo Bonagura, abbinato a Sergio Bruni che si classificò al decimo posto e Maistrale che, presentata con Luciano Virgili, non arrivò in finale.
Ritornò nuovamente al Festival di Napoli 1961 con Sole, sole d'oro, abbinato a Luciano Virgili, arrivando dodicesimo.
Dotato di una voce da tenore, negli anni successivi si dedica anche all'opera lirica.
Ritorna in televisione negli anni '90, ospite di alcune trasmissioni di Paolo Limiti.
Malato da tempo, si spense un mese dopo aver compiuto 84 anni all'Ospedale Santa Maria della sua città, i funerali si svolsero il 12 giugno alle ore 16, presso la Chiesa di Santa Maria Regina.

## Discografia parziale

### Album
- 1955: Claudio Terni e Giorgio Consolini interpretano (CGD, MV 0193; con Giorgio Consolini)
- 1959: Claudio Terni (Vis Radio, ViMT 24052)
- 1959: Gloria Christian, Claudio Terni, Luciano Glori (Vis Radio, ViMT 24058; con Gloria Christian e Luciano Glori)
- 1968: Le Canzoni degli anni '30 (Universal, LPX 50012)

### Singoli
- 1952: A chi non lo sapesse/Non voglio amare più (La Voce del Padrone, HN 2940)
- 1954: Mare/L'ultima menzogna (Cgd, 1981)
- 1954: Civetta/La più bella città del mondo (Cgd, 1984)
- 1957: Serenatella sciuè sciuè/Chella llà (Vis Radio, Vi MQN 36050)
- 1957: Monello fiorentino/Rocce rosse (Vis Radio, Vi MQN 36053)
- 1957: Malinconico autunno/Passiggiatella (Vis Radio, Vi MQN 36054)
- 1957: Ti voglio come sei/Tango del cuore (Vis Radio, Vi MQN 36059)
- 1957: Luna busciarda/Sunatore 'e pianino (Vis Radio, Vi MQN 36088)
- 1958: Se tornassi tu/Arsura (Vis Radio, Vi-6066)
- 1958: Campana di Santa Lucia/Giuro d'amarti (Vis Radio, Vi-6068)
- 1958: Cammino delle tre fonti/Chitarra romana (Vis Radio, Vi MQN 36103)
- 1958: Addio, sogni di gloria/Mattinata fiorentina (Vis Radio, Vi MQN 36109)
- 1958: Chiove a zeffunno/Torna a vucà (Vis Radio, Vi MQN 36138)
- 1958: Vurria.../Maistrale (Vis Radio, Vi MQN 36139)
- 1958: Vurria.../Chiove a zeffunno (Vis Radio, Vi MQN 36147)
- 1958: Chella d' 'o terzo piano/Vocca bella (Vis Radio, Vi MQN 36286)
- 1958: Mucho mucho/L'abito de Roma (Vis Radio, Vi MQN 36319)
- 1958: Serenata amara/Cammino delle tre fonti (Vis Radio, Vi MQN 36323)
- 1959: Avevamo la stessa età/Sempre con te (Vis Radio, Vi MQN 36344)
- 1959: Un bacio sulla bocca/La vita mi ha dato solo te (Vis Radio, Vi MQN 36345)
- 1959: Chitarra romana/Amor di pastorello (Vis Radio, Vi MQN 36359)
- 1959: Capinera/Vipera (Vis Radio, Vi MQN 36360)
- 1959: Come pioveva/Mamma (Vis Radio, Vi MQN 36366)
- 1959: Mattinata fiorentina/Firenze sogna (Vis Radio, Vi MQN 36372)
- 1959: Terra straniera/Alba sul mare (Vis Radio, Vi MQN 36453)
- 1959: Pastorella sarda/Sardegna (Vis Radio, Vi MQN 36522)
- 1961: Sole sole d'oro/Tu si 'a malincunia (Vis Radio, VLMQN 056088)
- 1967: Chitarratella/Carovaniere (Universal, DN 416)
- 1967: Vivere/Via maestra (Universal, DN 417)
- 1968: Vecchia ringhiera/Villa triste (Universal, DN 422)
- 1968: Come è bello fà l'amore quanno è sera/Canta,se la vuoi cantar (Universal, DN 423)
- 1968: La canzone dell'amore/Acqua santa (Universal, DN 427)
- 1968: Chitarra romana/Torna piccina mia (Universal, DN 428)
- 1968: Firenze sogna/Fili d'oro (Universal, DN 429)

### EP
- 1958: Chiove a zeffunno/Torna a vucà/Vurria.../Maistrale (Vis Radio, ViMQN 14140)